# AFC Bournemouth
AFC Bournemouth profesionalni je nogometni klub iz Bournemoutha koji igra u engleskoj Premier ligi. Klub je poznat po tome što je u svega nekoliko godina napredovao iz engleske četvrte lige u engleski Premiership. Prepoznatljivi su po crno crvenom dresu zbog kojeg nose nadimak Trešnje. Klub se preporodio dolaskom trenera Eddiea Howea koji ih je doveo iz četvrte lige do Premier lige.

## Vanjske poveznice
- Službena web stranica
- Guardian Football
- Football News Daily
- BBC Sport